# Esquí de fons als Jocs Olímpics d'hivern de 2010
Als Jocs Olímpics d'Hivern de 2010 celebrats a la ciutat de Vancouver (Canadà) es disputaren dotze proves d'esquí de fons, sis en categoria masculina i sis més en categoria femenina.
Les proves es realitzaren entre els dies 15 i 28 de febrer de 2010 a les instal·lacions esportives del Whistler Olympic Park.

## Comitès participants
Hi participaren un total de 292 esquiadors, entre ells 163 homes i 129 dones, de 55 comitès nacionals diferents.
| - Alemanya (14) - Algèria (1) - Andorra (1) - Argentina (1) - Armènia(2) - Austràlia (3) - Àustria (1) - Belarús (7) - Bermudes (1) - Bòsnia i Hercegovina (2) - Brasil (2) - Bulgària (3) - Canadà (13) - Corea del Sud (2) - Croàcia (2) - Dinamarca (1) - Eslovàquia (5) - Eslovènia (5) - Espanya (4) |  | - Estats Units (11) - Estònia (14) - Etiòpia (1) - Finlàndia (17) - França (13) - Grècia (2) - Hongria (2) - Índia (1) - Iran (1) - Irlanda (1) - Itàlia (18) - Japó (6) - Kazakhstan (11) - Kirguizstan (1) - Letònia (2) - Lituània (4) - Macedònia del Nord (2) - Moldàvia (2) |  | - Mongòlia (2) - Nepal (1) - Noruega (19) - Nova Zelanda (2) - Perú (1) - Polònia (6) - Portugal (1) - Regne Unit (3) - Txèquia (11) - Romania (3) - Rússia (19) - Sèrbia (2) - Sud-àfrica (1) - Suècia (15) - Suïssa (12) - Turquia (2) - Ucraïna (8) - R.P. de la Xina (3) |

## Resum de medalles

### Categoria masculina
| Prova                      | Or                                                                          | Argent                                                                             | Bronze                                                        |
| 15 km lliures Detalls      | Dario Cologna                                                               | Pietro Piller Cottrer                                                              | Lukáš Bauer                                                   |
| 30 km persecució Detalls   | Marcus Hellner                                                              | Tobias Angerer                                                                     | Johan Olsson                                                  |
| 50 km clàssics Detalls     | Petter Northug                                                              | Axel Teichmann                                                                     | Johan Olsson                                                  |
| esprint Detalls            | Nikita Kriukov                                                              | Alexander Panzhinskiy                                                              | Petter Northug                                                |
| Esprint per equips Detalls | NoruegaØystein Pettersen · Petter Northug                                   | AlemanyaTim Tscharnke · Axel Teichmann                                             | RússiaNikolay Morilov · Alexey Petukhov                       |
| 4x10 km relleus Detalls    | SuèciaDaniel Rickardsson · Johan Olsson · Anders Södergren · Marcus Hellner | NoruegaMartin Johnsrud Sundby · Odd-Bjørn Hjelmeset · Lars Berger · Petter Northug | TxèquiaMartin Jakš · Lukáš Bauer · Jiří Magál · Martin Koukal |

### Categoria femenina
| Prova                      | Or                                                                                | Argent                                                                            | Bronze                                                                               |
| 10 km lliures Detalls      | Charlotte Kalla                                                                   | Kristina Šmigun                                                                   | Marit Bjørgen                                                                        |
| 15 km persecució Detalls   | Marit Bjørgen                                                                     | Anna Haag                                                                         | Justyna Kowalczyk                                                                    |
| 30 km clàssics Detalls     | Justyna Kowalczyk                                                                 | Marit Bjørgen                                                                     | Aino-Kaisa Saarinen                                                                  |
| Esprint Detalls            | Marit Bjørgen                                                                     | Justyna Kowalczyk                                                                 | Petra Majdič                                                                         |
| Esprint per equips Detalls | AlemanyaEvi Sachenbacher-Stehle · Claudia Nystad                                  | SuèciaCharlotte Kalla · Anna Haag                                                 | RússiaIrina Khazova · Natalya Korostelyova                                           |
| 4x5 km relleus Detalls     | NoruegaVibeke Skofterud · Therese Johaug · Kristin Størmer Steira · Marit Bjørgen | AlemanyaKatrin Zeller · Evi Sachenbacher-Stehle · Miriam Gössner · Claudia Nystad | FinlàndiaPirjo Muranen · Virpi Kuitunen · Riitta-Liisa Roponen · Aino-Kaisa Saarinen |

## Medaller
| Posició | País      | Or | Argent | Bronze | Total |
| 1       | Noruega   | 5  | 2      | 2      | 9     |
| 2       | Suècia    | 3  | 2      | 2      | 7     |
| 3       | Alemanya  | 1  | 4      | 0      | 5     |
| 4       | Rússia    | 1  | 1      | 2      | 4     |
| 5       | Polònia   | 1  | 1      | 1      | 3     |
| 6       | Suïssa    | 1  | 0      | 0      | 1     |
| 7       | Estònia   | 0  | 1      | 0      | 1     |
| 7       | Itàlia    | 0  | 1      | 0      | 1     |
| 9       | Finlàndia | 0  | 0      | 2      | 2     |
| 9       | Txèquia   | 0  | 0      | 2      | 2     |
| 11      | Eslovènia | 0  | 0      | 1      | 1     |
|         |           |    |        |        |       |
| Total   | Total     | 12 | 12     | 12     | 36    |